# Route de Schirmeck (Strasbourg)
La route de Schirmeck est une voie de circulation de la ville de Strasbourg. Elle constitue une voie d'accès principale de la ville en venant de l'ouest et du sud-ouest.

## Histoire
Existante depuis plusieurs siècles, elle permet de rallier Strasbourg, depuis la Porte Blanche de l'Enceinte de Strasbourg (et à partir de 1877 depuis la nouvelle Porte de Schirmeck construite par les Prussiens), au massif des Vosges.
La route de Schirmeck constitue un tronçon de la Route départementale 392.

## Localisation
Elle est située dans le quartier de la Montagne Verte. D'une longueur de trois kilomètres, elle va de la rue de Molsheim dans le quartier de la Gare à la rue Maréchal Foch à Lingolsheim.
La route de Schirmeck est l'axe routier principal du quartier de la Montagne Verte. Ce dernier s'est développé le long de cette route et elle est la seule voie permettant de traverser le quartier sur sa longueur.

## Origine du nom
Le route porte le nom de la ville de Schirmeck se trouvant dans sa prolongation.

## Desserte
Le route de Schirmeck est la voie majeure du quartier de la Montagne Verte et est l'une des deux voies d'accès principales (l'autre étant l'autoroute A35, impliquant un large détour par le sud) aux communes de Lingolsheim et d'Ostwald depuis Strasbourg.

## Transport en commun
La route de Schirmeck est desservie sur toute sa longueur par la ligne de bus L1 et par la ligne 2 sur environ deux tiers. La ligne 13 possède également un arrêt sur la route de Schirmeck. L'arrêt de tram "Montagne Verte", desservi par la ligne de tram B ainsi que par les lignes de bus L1, 2 et 50 se trouve à son extrémité est.